# Lijst van Woerdenaren
Dit is een lijst van geboren Woerdenaren.
- Jan de Bakker (1499-1525), eerste protestantse martelaar
- Herman van Swanevelt (1603-1655), kunstschilder
- Cornelis Vreedenburgh (1880-1946), kunstschilder
- Ferdinand Jacob Nieuwenhuis (1848-1919), architect
- Leo Gestel (1881-1941), kunstschilder en boekbandontwerper
- Gerrit van Vliet (1882-1952), wielrenner
- Jan Kriege (1884-1944), edelsmid en kunstenaar
- Gerrit Pels (1893-1966), astronoom
- Herman de Man (1898-1946), schrijver
- Gerardus Sizoo (1900-1994), fysicus
- Jan van Elk (1906-1945), melkslijter en verzetsman
- Arie van Vliet (1916-2001), wielrenner
- Herman Münninghoff OFM (1921-2018), bisschop in Indonesië
- Wim van Beek (1930-2017), organist
- Gijsbert Lekkerkerker (1947-2022), organist
- Piet van Oudenallen (1948), voetballer
- Peter Prijdekker (1948), zwemmer
- Jaap Blonk (1953), muzikant en dichter
- Tosca Menten (1961), kinderboekenschrijfster
- Liane den Haan (1967), bestuurder en politica
- Cees Pille (1970), politicus
- Erick Versloot (1970), predikant en muzikant
- Simone Angel (1971), televisiepresentatrice en zangeres
- Patrick van Diemen (1972), voetballer
- Ralf van der Rijst (1977), schaatser
- Jeroen Wollaars (1977), tv-verslaggever
- Sam Oud (1978), slalomkanoër
- Jurjen Bijleveld (1979), voetballer
- Esther Vergeer (1981), rolstoeltennisster. Zij werd in 2013 de eerste ereburger van Woerden.[1]
- Maarten Heisen (1984), atleet
- Eelco Veldhuijzen (1984), atleet
- Erwin l'Ami (1985), schaker
- Wouter Artz (1985), voetballer
- Jiske Griffioen (1985), rolstoeltennisster
- Anouk Hoogendijk (1985), voetbalster
- Robin Demeijer (1986), voetballer
- Jeffrey Hamilton (1988), acteur
- Derk Boswijk (1989), politicus (CDA)
- Dionne Slagter (1990), vlogger
- Quirine Lemoine (1991), tennisser
- Marley Berkvens (1992), voetballer
- Mike Ultee (1992), para-atleet/-snowboarder
- Noah Zeeuw (1994), youtuber
- André Hazes jr. (1994), volkszanger en presentator
- Boban Lazić (1994), voetballer
- Lucas Woudenberg (1994), voetballer
- Floortje Mackaij (1995), wielrenster
- Diede de Groot (1996), rolstoeltennisster
- Tami Groenendijk (2000), voetbalster
- Eros Maddy (2001), voetballer
- Wendy Balfoort (2002), voetbalster
- Regina van Eijk (2002), voetbalster
- Joey Antonioli (2003), voetballer
- Quinten Verschure (2004), Tiktokker

Alkmaar · 
Almelo ·
Almere · 
Alphen-Chaam · 
Alphen aan den Rijn ·
Amersfoort · 
Amstelveen · 
Amsterdam · 
Apeldoorn · 
Arnhem · 
Assen ·
Baarn · 
Bergen op Zoom · 
Bilthoven · 
Bolsward · 
Boxtel · 
Breda · 
Bredevoort · 
Brunssum · 
Bussum · 
Delft ·
Den Haag ·
Den Helder · 
Deurne · 
Deventer · 
Doetinchem ·
Dokkum · 
Dordrecht · 
Drachten · 
Ede · 
Eindhoven · 
Emmen · 
Enschede · 
Franeker · 
Geleen · 
Gouda · 
Groenlo ·
Groningen · 
Haarlem · 
Harlingen ·  
Heemstede · 
Heerenveen · 
Heerlen · 
Helmond · 
Hengelo · 
's-Hertogenbosch · 
Hilversum · 
Hoogeveen · 
Hoorn · 
Horst ·
Kampen · 
Kerkrade · 
Leerdam · 
Leeuwarden · 
Leiden · 
Lelystad · 
Maastricht · 
Meppel ·  
Middelburg  ·
Nijkerk · 
Nijmegen · 
Oldenzaal · 
Ommen · 
Oss · 
Rijswijk (Zuid-Holland) · 
Roosendaal · 
Rotterdam · 
Schiedam · 
Sittard · 
Sittard-Geleen · 
Sneek · 
Soest · 
Stadskanaal · 
Tegelen · 
Tiel · 
Tilburg · 
Urk · 
Utrecht · 
Veenendaal · 
Veghel · 
Venlo · 
Venray · 
Vlaardingen · 
Vlissingen · 
Wageningen · 
Warnsveld · 
Weert · 
Winschoten · 
Woerden · 
Zeist · 
Zierikzee · 
Zoetermeer · 
Zutphen · 
Zwolle